# Чуразов, Михаил Дмитриевич
Михаил Дмитриевич Чуразов (род. 1928) — советский и российский физик-теоретик, специалист в области разработки ядерных зарядов, к.ф.-м.н.; Лауреат Ленинской премии (1963).

## Биография
Родился в 1928 году в Москве.
С 1954 года после окончания МИФИ работал в системе атомной промышленности СССР. С 1954 года направлен в город Арзамас-16 в КБ-11.
С 1955 года направлен в закрытый город Челябинск-70 работал научным сотрудником, с 1963 года старшим научным сотрудником ВНИИТФ. С 1969 года снова работал в ВНИИЭФ. М. Д. Чуразов разработал, испытал и сдал в серийное производство около десяти ядерных и термоядерных зарядов оперативно-тактического назначения — сухопутного и морского базирования, и их модификаций в том числе и РДС-37. С 1976 года направлен в Москву старшим научным сотрудником НИИИТ. С 1979 года работал научным сотрудником, старшим научным сотрудником и ведущим научным сотрудником ИТЭФ.

## Награды

### Ордена
- Орден Трудового Красного Знамени (1956[4])

### Премии
- Ленинская премия (1963[1])